# 林之華
林之华（18世纪？—1797年），清代嘉庆年间湖北白莲教起义首领，湖北长阳人，长阳白莲教教首。

## 生平
林之华开始充任县役，后被官府斥革。嘉庆元年（1796年）在长阳九州河率众起事。不久和覃士輝、覃加耀等人会合，屯守在榔坪，聚众万余人，建元天运，和宜都張正謨部教軍相呼應。后率部进攻长阳县城,屯守在滋丘，多次和清军作战。嘉庆二年（1797年）十月在巫山大茅田阵亡。